# Pristurus sokotranus
Pristurus sokotranus — вид геконоподібних ящірок родини Sphaerodactylidae. Ендемік Ємену.

## Поширення і екологія
Pristurus sokotranus є ендеміками острова Сокотра. Вони живуть в різноманітних природних середовищах, від прибережних піщаних дюн до кам'янистих гірських схилів, в чагарникових заростях, саванах, садах, в людських поселеннях. Зустрічаються на висоті до 1298 м над рівнем моря. Є найпоширенішими денними плазунами на острові.